# Parafia Matki Bożej Fatimskiej w Hucie-Strzelcach
Parafia Matki Bożej Fatimskiej w Hucie-Strzelcach – parafia rzymskokatolicka w diecezji toruńskiej, w dekanacie Łasin, z siedzibą w Strzelcach.

## Historia

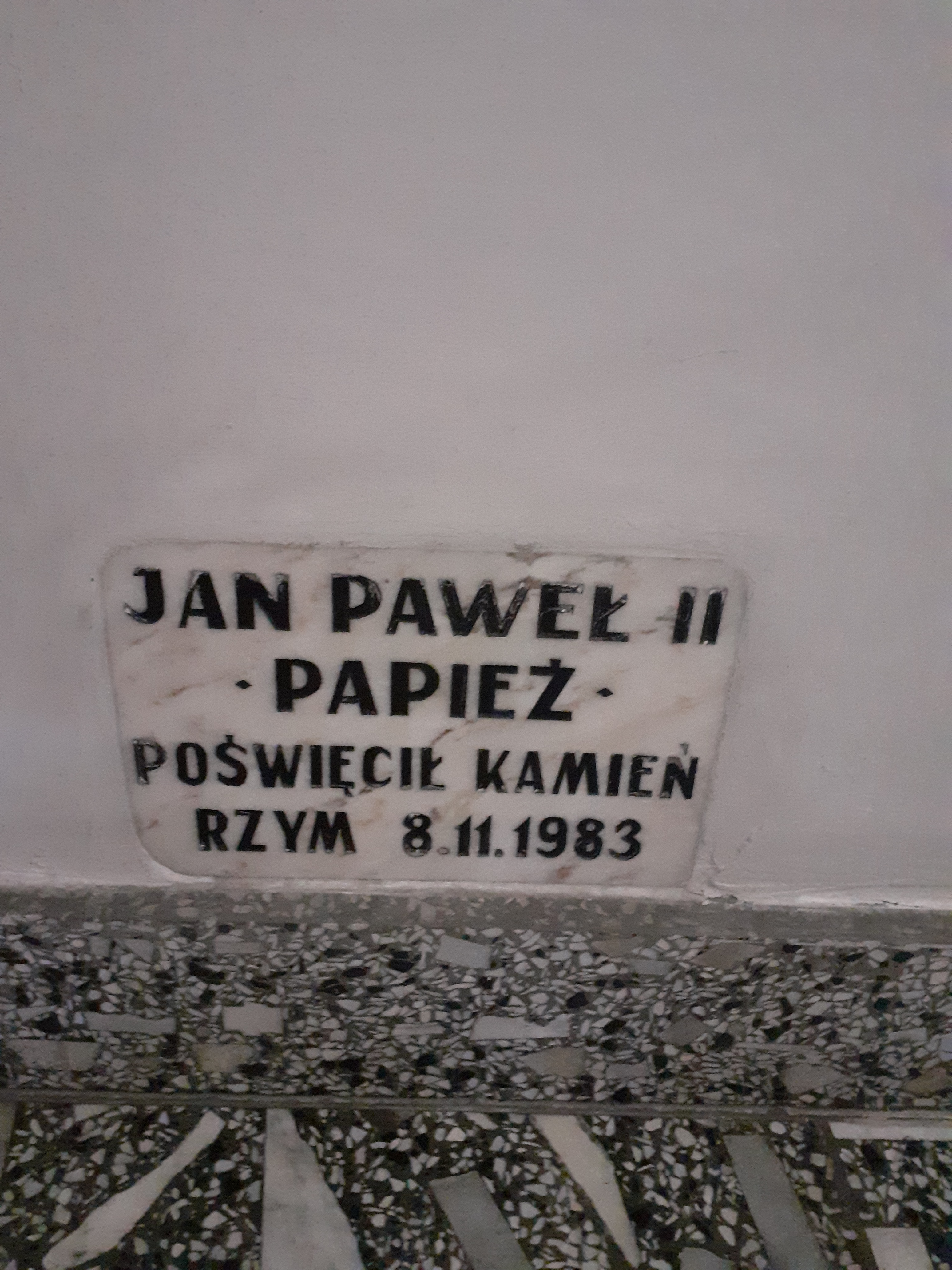
kamień z grobu Józefa Kręckiego wziętego z cmentarza z Monte Cassino, który poświęcił papież Jan Paweł II, kamień ten wmurowano w fundament kościoła.

Od 3 września 1985 roku Strzelce są samodzielną parafią w dekanacie łasińskim. Kamień węgielny pod budowę kościoła parafialnego został przywieziony przez ks. Czesława Kujawę z grobu Józefa Kręckiego na polskim cmentarzu wojennym na Monte Cassino. Kamień ten poświęcił papież Jan Paweł II 8 listopada 1983 roku

### Proboszczowie

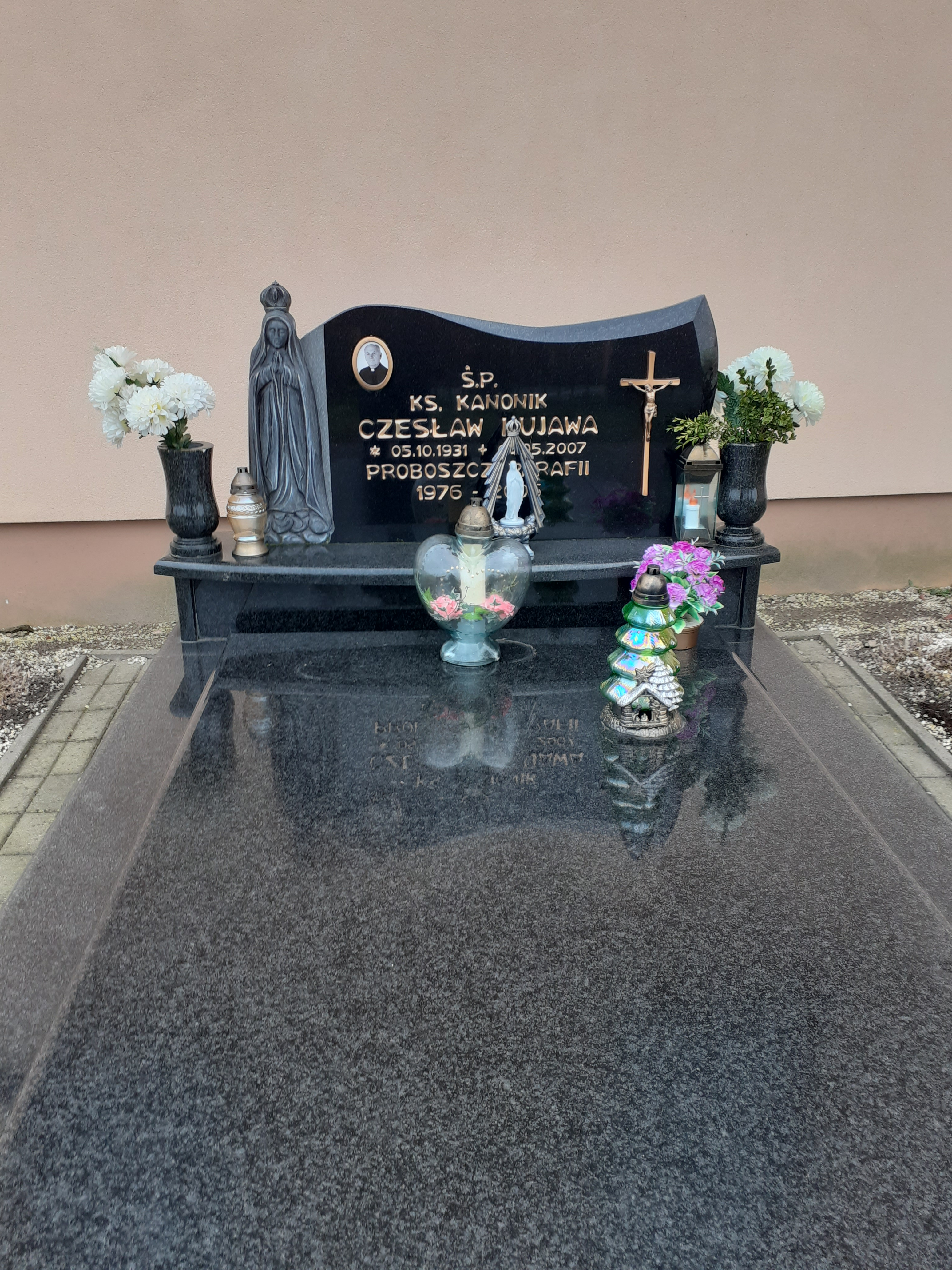
Grób księdza Czesława Kujawy w Strzelcach

- Grób księdza Czesława  Kujawy w Strzelcach ks. kan. Czesław Kujawa 1985–2005[4]
- ks. kan. Mateusz Edward Ossowski

## Zasięg parafii
Do parafii należą wierni z miejscowości: Strzelce, Nowe Jankowice, Jankowice, Zawda i Zawdzka Wola.